# Verursacherprinzip
Das umweltrechtliche Verursacherprinzip (engl. polluter pays principle) ist ein Grundsatz des Umweltschutzes, wonach Kosten umweltrechtlicher Maßnahmen dem Verursacher angelastet werden sollen.
Dagegen wird bei Kostenzuordnungsbetrachtungen wie im Controlling, bei der Kostenrechnung oder im Steuerrecht meist vom „Verursachungsprinzip“ gesprochen.
Mit der Einheitlichen Europäischen Akte wurde im Jahr 1987 ein neuer Abschnitt über Umwelt in den EWG-Vertrag eingefügt, wonach die Umweltpolitik der Union unter anderem auf dem Verursacherprinzip beruht. Seit dem Vertrag von Lissabon ist das Verursacherprinzip in Art. 191 Abs. 2 AEUV erwähnt.

## Verursacherprinzip im Umweltrecht (Deutschland)
Das Verursacherprinzip ist eines von drei Prinzipien des Umweltrechts; die anderen sind das Vorsorgeprinzip und das Kooperationsprinzip.
Es besagt, dass Kosten zur Vermeidung, Beseitigung und zum Ausgleich von Umweltverschmutzungen dem Verursacher zuzurechnen sind. Es dient damit anders als das Vorsorgeprinzip nicht in erster Linie der Vermeidung von Umweltverschmutzungen sowie dem gesamtwirtschaftlich sparsamen Einsatz der natürlichen Ressourcen, sondern der Zurechnung von Kosten.
Das Verursacherprinzip hat im Umweltschutz – auf Initiative der Interparlamentarischen Arbeitsgemeinschaft des Deutschen Bundestags (IPA) – erstmals im Altölgesetz Berücksichtigung gefunden. Der Regierungsentwurf zum Altölgesetz sah dies noch nicht vor. Im Umweltprogramm der Bundesregierung von 1971 wurde dann das Verursacherprinzip auch auf politischer Ebene erwähnt. Dort wurde kritisiert, dass die Allgemeinheit Umweltschäden hinnehmen und für ihre Beseitigung Mittel aufbringen muss. In den Folgejahren wurde das Verursacherprinzip in unterschiedlichen Gesetzen verankert, da es in Deutschland – anders als etwa in der Schweiz – kein umfassendes Umweltschutzgesetz gibt.
Instrumente zur Umsetzung des Verursacherprinzips sind gesetzliche Regelungen wie die Einführung der Abwasserabgabe oder die 13. BImschV, öffentliche und private Maßnahmen zum strategischen Umweltmanagement wie Umwelterklärungen und Umweltinformationssysteme sowie die Förderung privatwirtschaftlichen Umweltschutzes etwa durch Selbstverpflichtungen im Rahmen von Branchenübereinkommen.
Kritiker bemängeln das Verursacherprinzip als inhaltsleer und ungeeignet, konsumbezogene Umweltauswirkung der verschiedenen Akteure im Einzelfall adäquat kausal zuzuordnen. Problematisch ist auch das Spannungsverhältnis zwischen dem Verursacherprinzip als ordnungsrechtlichem Regulierungsinstrument und den Interessen eines freien (Welt-)Handels ohne Marktzugangsbarrieren.
Beispielsweise sind nach § 13 BNatSchG erhebliche Beeinträchtigungen von Natur und Landschaft vom Verursacher vorrangig zu vermeiden. Nicht vermeidbare erhebliche Beeinträchtigungen sind durch Ausgleichs- oder Ersatzmaßnahmen oder, soweit dies nicht möglich ist, durch einen Ersatz in Geld zu kompensieren.
Einer solchen Verankerung bedarf es, da das Verursacherprinzip als Rechtsprinzip ansonsten keine allgemeine Gültigkeit entfalten würde.
Die Ermittlung eines Verursachers gestaltet sich angesichts globaler Umwelteinwirkungen im Einzelfall oft schwierig. Wenn der einzelne Verursacher nicht festgestellt werden kann (beispielsweise bei Luftverschmutzung), das fragliche Verhalten als sozialadäquat gilt (Autofahren, Betrieb einer privaten Heizungsanlage) oder die Anwendung des Verursacherprinzips zu schweren wirtschaftlichen Störungen führen würde, muss die Allgemeinheit die Kosten nach dem Gemeinlastprinzip tragen.
Gleichwohl hat der Gesetzgeber das Verursacherprinzip in einzelnen Vorschriften konkretisiert, etwa in § 1 UmweltHG zulasten des Anlageninhabers.

## Verursacherprinzip in der Bodendenkmalpflege (Deutschland)
In der Bodendenkmalpflege wird das Verursacherprinzip analog angewandt. Hier bezeichnet es die Kostentragungspflicht für denkmalpflegerische Maßnahmen.

### Grundsatz
Das Verursacherprinzip legt die Kosten, die für eine vorangehende oder begleitende archäologische Maßnahme (Ausgrabung) entstehen, demjenigen auf, der im Eigeninteresse, um zum Beispiel eine Baumaßnahme durchzuführen, ein Bodendenkmal beseitigt.
Als Unterzeichner des Europäischen Übereinkommens zum Schutz des archäologischen Erbes (Konvention von Malta) hat sich Deutschland verpflichtet, das Verursacherprinzip zur besseren Finanzierung der Bodendenkmalpflege anzuwenden. Allerdings sollte es dazu von den Landesgesetzgebern in deren Denkmalschutzgesetzen zumindest ansatzweise normiert werden. 

Die Denkmalschutzgesetze der Bundesländer enthalten das Verursacherprinzip zum Teil ausdrücklich; zum Teil lässt es sich aus den Denkmalschutzgesetzen in Verbindung mit allgemeinen Regeln des Verwaltungsrechts ableiten.
Beispiel
§ 29 Abs. 1 DSchG NRW

Wer […] ein eingetragenes Denkmal oder ein eingetragenes oder vermutetes Bodendenkmal verändert oder beseitigt, hat die vorherige wissenschaftliche Untersuchung, die Bergung von Funden und die Dokumentation der Befunde sicherzustellen und die dafür anfallenden Kosten im Rahmen des Zumutbaren zu tragen.

### Anwendung
Bodendenkmäler, beispielsweise archäologische Fundstätten, stehen unter dem Schutz der Denkmalschutzgesetze aller Länder.
Möchte jemand Interessen verwirklichen, die dem Erhalt des Denkmals entgegenstehen (z. B. eine Bebauung), so sind diese gegen das öffentliche Interesse am Erhalt des Denkmals abzuwägen. Überwiegt das entgegenstehende Interesse den Erhalt des Bodendenkmals, so kann seine Beseitigung oder Veränderung von der zuständigen Denkmalbehörde genehmigt werden.
Die dabei entstehende Beeinträchtigung eines Bodendenkmals kann in ihrer Wirkung minimiert werden, wenn es zuvor archäologisch dokumentiert wird. Damit wird die originale Substanz des Denkmals (teilweise) aufgegeben, denn jede Ausgrabung zerstört den Befund ebenfalls.
Im Zuge einer fachgerechten archäologischen Ausgrabung entsteht aber eine Dokumentation, die den Befund festhält und so zu einem gewissen Grad den Wert des Denkmals für die Wissenschaft und seinen Zeugnischarakter erhält. Dokumentationsarbeiten, in der Regel eine archäologische Ausgrabung, ermöglichen so einen begrenzten „Erhalt“ des Denkmals in der Form von Funden und archivierbaren Daten der Befunde.
Deshalb wird eine Genehmigung zur Beschädigung oder Zerstörung eines Bodendenkmals in der Regel mit der Auflage versehen, seinen unversehrten Zustand zu dokumentieren, bevor die Schädigung eintritt. Diese Forderung wird in der Regel als Auflage oder Bedingung in der Baugenehmigung, in einer Planfeststellung oder Plangenehmigung ausgesprochen. Sie ist notwendige Voraussetzung, um mit der Baumaßnahme beginnen oder sie durchführen zu können, und damit auch notwendiger Bestandteil der Baukosten.

### Herleitung
Soweit das Verursacherprinzip nicht normiert ist, werden zu seiner Herleitung die Denkmalschutzgesetze weiter ausgelegt und allgemeine verwaltungsrechtliche Grundsätze herangezogen.
- Denkmalrechtliche Erhaltungspflicht: Die Erhaltungspflicht besagt, dass der Eigentümer sein Denkmal instand halten, instand setzen, sachgemäß behandeln und vor Gefährdung schützen muss. Das bedeutet auch, dass er dies unter Einsatz seines eigenen Vermögens, in Verbindung mit eventuellen Zuwendungen zu tun hat. Daraus könnte abgeleitet werden, dass der Eigentümer, bei Zerstörung oder Beeinträchtigung des Denkmals, Sicherungsmaßnahmen finanzieren muss.

- Verfahrensrechtliche Stellung des Vorhabenträgers: Als Träger der Maßnahme liegt es auch in der finanziellen Verantwortung des Vorhabenträgers, dass sein Vorhaben genehmigungsfähig ist. Die anerkannte Pflicht des Antragstellers auch finanziell für die Vollständigkeit seiner Antragsunterlagen zu sorgen wird bei dieser Herleitung ausgeweitet.

Dass eine Anwendung des Verursacherprinzips in der Bodendenkmalpflege auf Grundlage allgemeiner Grundsätze und einer derartigen Auslegung problematisch ist, zeigte sich zumindest in Nordrhein-Westfalen. Das Oberverwaltungsgericht Münster erklärte 2011 die Anwendung des Verursacherprinzips durch Nebenbestimmungen für unzulässig, da zu diesem Zeitpunkt keine klare gesetzliche Grundlage vorhanden war. Inzwischen wurde das Denkmalschutzgesetz NRW diesbezüglich angepasst.

## Österreich
Ähnlich dem deutschen Umweltschadensgesetz begründen das Bundes-Umwelthaftungsgesetz und die Landes-Umwelthaftungsgesetze in Österreich eine verschuldensunabhängige Gefährdungshaftung nach dem Verursacherprinzip.

## Schweiz
Das Verursacherprinzip ist in Art. 2 des Umweltschutzgesetzes (USG) ausdrücklich benannt.